# Sant Nicolau (Alier)
Saint-Nicolas-des-Biefs és un municipi francès, situat al departament de l'Alier i a la regió d'Alvèrnia-Roine-Alps. L'any 2007 tenia 179 habitants.

## Demografia

### Població
El 2007 la població de fet de Saint-Nicolas-des-Biefs era de 179 persones. Hi havia 84 famílies de les quals 28 eren unipersonals (12 homes vivint sols i 16 dones vivint soles), 36 parelles sense fills i 20 parelles amb fills.
La població ha evolucionat segons el següent gràfic:
Habitants censats

### Habitatges
El 2007 hi havia 298 habitatges, 81 eren l'habitatge principal de la família, 202 eren segones residències i 15 estaven desocupats. 282 eren cases i 7 eren apartaments. Dels 81 habitatges principals, 64 estaven ocupats pels seus propietaris, 15 estaven llogats i ocupats pels llogaters i 2 estaven cedits a títol gratuït; 2 tenien una cambra, 4 en tenien dues, 18 en tenien tres, 16 en tenien quatre i 41 en tenien cinc o més. 53 habitatges disposaven pel capbaix d'una plaça de pàrquing. A 40 habitatges hi havia un automòbil i a 25 n'hi havia dos o més.

### Piràmide de població
La piràmide de població per edats i sexe el 2009 era:
| Homes | Edats   | Dones |
| ----- | ------- | ----- |
| 0     | 95 o +  | 0     |
| 0     | 90 a 94 | 0     |
| 0     | 85 a 89 | 4     |
| 0     | 80 a 84 | 0     |
| 0     | 75 a 79 | 16    |
| 4     | 70 a 74 | 4     |
| 12    | 65 a 69 | 8     |
| 4     | 60 a 64 | 4     |
| 8     | 55 a 59 | 0     |
| 8     | 50 a 54 | 0     |
| 4     | 45 a 49 | 8     |
| 16    | 40 a 44 | 0     |
| 0     | 35 a 39 | 4     |
| 8     | 30 a 34 | 4     |
| 0     | 25 a 29 | 0     |
| 4     | 20 a 24 | 8     |
| 4     | 15 a 19 | 8     |
| 0     | 10 a 14 | 8     |
| 8     | 5 a 9   | 4     |
| 4     | 0 a 4   | 4     |

## Economia
El 2007 la població en edat de treballar era de 109 persones, 51 eren actives i 58 eren inactives. De les 51 persones actives 45 estaven ocupades (29 homes i 16 dones) i 6 estaven aturades (3 homes i 3 dones). De les 58 persones inactives 26 estaven jubilades, 7 estaven estudiant i 25 estaven classificades com a «altres inactius».

### Ingressos
El 2009 a Saint-Nicolas-des-Biefs hi havia 85 unitats fiscals que integraven 165 persones, la mediana anual d'ingressos fiscals per persona era de 11.743 €.

### Activitats econòmiques
Dels 9 establiments que hi havia el 2007, 2 eren d'empreses de comerç i reparació d'automòbils, 3 d'empreses d'hostatgeria i restauració, 1 d'una empresa de serveis i 3 d'empreses classificades com a «altres activitats de serveis».
L'únic servei als particulars que hi havia el 2009 era un restaurant.
L'únic establiment comercial que hi havia el 2009 era una botiga de menys de 120 m².
L'any 2000 a Saint-Nicolas-des-Biefs hi havia 13 explotacions agrícoles.

## Poblacions més properes
El següent diagrama mostra les poblacions més properes.